# Funaria succuleata
Funaria succuleata är en bladmossart som beskrevs av Brotherus och Robert Earle Magill 1987. Funaria succuleata ingår i släktet spåmossor, och familjen Funariaceae. Inga underarter finns listade i Catalogue of Life.